# سباستین استاخنیک
سباستین استاخنیک (انگلیسی: Sebastian Stachnik؛ زادهٔ ۱۴ ژوئن ۱۹۸۶) بازیکن فوتبال اهل آلمان است.
از باشگاه‌هایی که در آن بازی کرده‌است می‌توان به باشگاه فوتبال کایزرسلاوترن، باشگاه فوتبال روت‌وایس اسن، و باشگاه فوتبال ویکتوریا ۱۸۸۹ اشاره کرد.